# Олександрійський район (Ровенська область)
Олександрійський район — колишнє адміністративне утворення у складі Ровенської області Української РСР з центром у с. Олександрія.

## Історія
Указом Президії Верховної Ради Української РСР від 17 січня 1940 року в Ровенській області утворюються 30 районів, серед них — Олександрійський з Олександрійської та частини Клеванської волостей Ровенського повіту з центром в с. Олександрія. У першій половині 1944 року відновлено довоєнний адміністративний поділ області.
За даними районного відділу МДБ станом на квітень 1948 року з району було виселено 88 родин «бандпособників» і націоналістів.
Указом Президії ВР УРСР від 21 січня 1959-го «Про ліквідацію деяких районів Рівненської області» ліквідовуються 11 районів Ровенської області, серед яких Олександрійський район. Його територія включена до складу Ровенського, Клеванського і Костопільського районів.